# Oliver Hildenbrand

Oliver Hildenbrand (2019)

Oliver Hildenbrand (* 10. Februar 1988 in Wertheim) ist ein deutscher Politiker (Bündnis 90/Die Grünen). Von 2013 bis 2021 war er Landesvorsitzender von Bündnis 90/Die Grünen in Baden-Württemberg. Seit 2021 ist er Abgeordneter im Landtag von Baden-Württemberg.

## Leben
Hildenbrand absolvierte 2007 das Abitur am Dietrich-Bonhoeffer-Gymnasium Wertheim. Nach einem Freiwilligen sozialen Jahr am Zentrum für Psychiatrie Emmendingen studierte er von 2008 bis 2014 Psychologie an den Universitäten Bamberg und Bonn.

## Politische Ämter
Oliver Hildenbrand ist seit Dezember 2004 Mitglied von Bündnis 90/Die Grünen und der Grünen Jugend. Er engagierte sich ab Januar 2005 im Ortsvorstand der Wertheimer Grünen, welchem er bis März 2008 angehörte. Bei der Landtagswahl 2006 in Baden-Württemberg kandidierte er im Wahlkreis Main-Tauber als landesweit jüngster Kandidat für den Landtag. Zwischen September 2006 und November 2010 war er Mitglied im Kreisvorstand von Bündnis 90/Die Grünen Main-Tauber.
Oliver Hildenbrand wurde im Mai 2007 zum Landessprecher der Grünen Jugend Baden-Württemberg gewählt. Er vertrat in diesem Amt mit seiner erfolgreichen Wiederwahl im Jahr 2009 insgesamt vier Jahre lang die Positionen und Interessen des Jugendverbandes in Partei und Öffentlichkeit. Von März 2010 an war er Mitglied der Programmkommission von Bündnis 90/Die Grünen Baden-Württemberg zur Landtagswahl 2011. Nach dem Wahlerfolg nahm er auf grüner Seite an den Koalitionsverhandlungen zur Bildung der ersten grün-roten Landesregierung teil.
Im Oktober 2011 wurde Oliver Hildenbrand in den Landesvorstand von Bündnis 90/Die Grünen Baden-Württemberg gewählt. Von 2013 bis 2021 war er Landesvorsitzender von Bündnis 90/Die Grünen Baden-Württemberg, zunächst gemeinsam mit Thekla Walker, anschließend mit Sandra Detzer.
Als solcher gehörte er 2016 der Verhandlungsdelegation seiner Partei für die Koalitionsverhandlungen mit der CDU Baden-Württemberg zur Bildung der ersten grün-schwarzen Landesregierung an. Hildenbrand war für die Grünen Verhandlungsführer in den Bereichen „Inneres und Justiz“ sowie „Soziales und Gesellschaft“. Er gehört auch zu den Unterzeichnern des grün-schwarzen Koalitionsvertrags.
Bei der Landtagswahl in Baden-Württemberg 2021 trat er im Wahlkreis Stuttgart III an und gewann mit 33,9 % der Stimmen das Direktmandat. Innerhalb der Grünen-Landtagsfraktion wurde er zum stellvertretenden Fraktionsvorsitzenden sowie zum Sprecher für Innenpolitik gewählt.

## Positionen
2013 kritisierte unter anderem Hildenbrand die Abfrage der politischen Gesinnung bei Polizisten in Baden-Württemberg. Innenminister Reinhold Gall (SPD) erwog damals, den entsprechenden Fragebogen auf alle Bewerber für den Staatsdienst auszudehnen. Nach Protesten von Hildenbrand und anderen ruderte Gall zurück.
Bei dem Streit um „Sichere  Drittstaaten“ positionierte sich Hildenbrand wie die Mehrheit der Grünen ablehnend gegen eine Ausweitung auf Algerien, Marokko und Tunesien. Er sagte, Ministerpräsident Kretschmann hätte sich bei seiner zustimmenden Haltung zwischen dem Koalitionspartner und seiner Partei entscheiden müssen und sich für erstere entschieden.
Nach der Landtagswahl 2021 sprach er sich gegen die Neuauflage der Koalition mit der CDU aus und warb für eine Ampelkoalition mit SPD und FDP.